# Stadiumi Sopoti
Stadiumi Sopoti – stadion piłkarski w Librazhd, w Albanii. Został otwarty w 1964 roku. Może pomieścić 3000 widzów. Swoje spotkania rozgrywają na nim piłkarze klubu KF Sopoti.